# STS-31

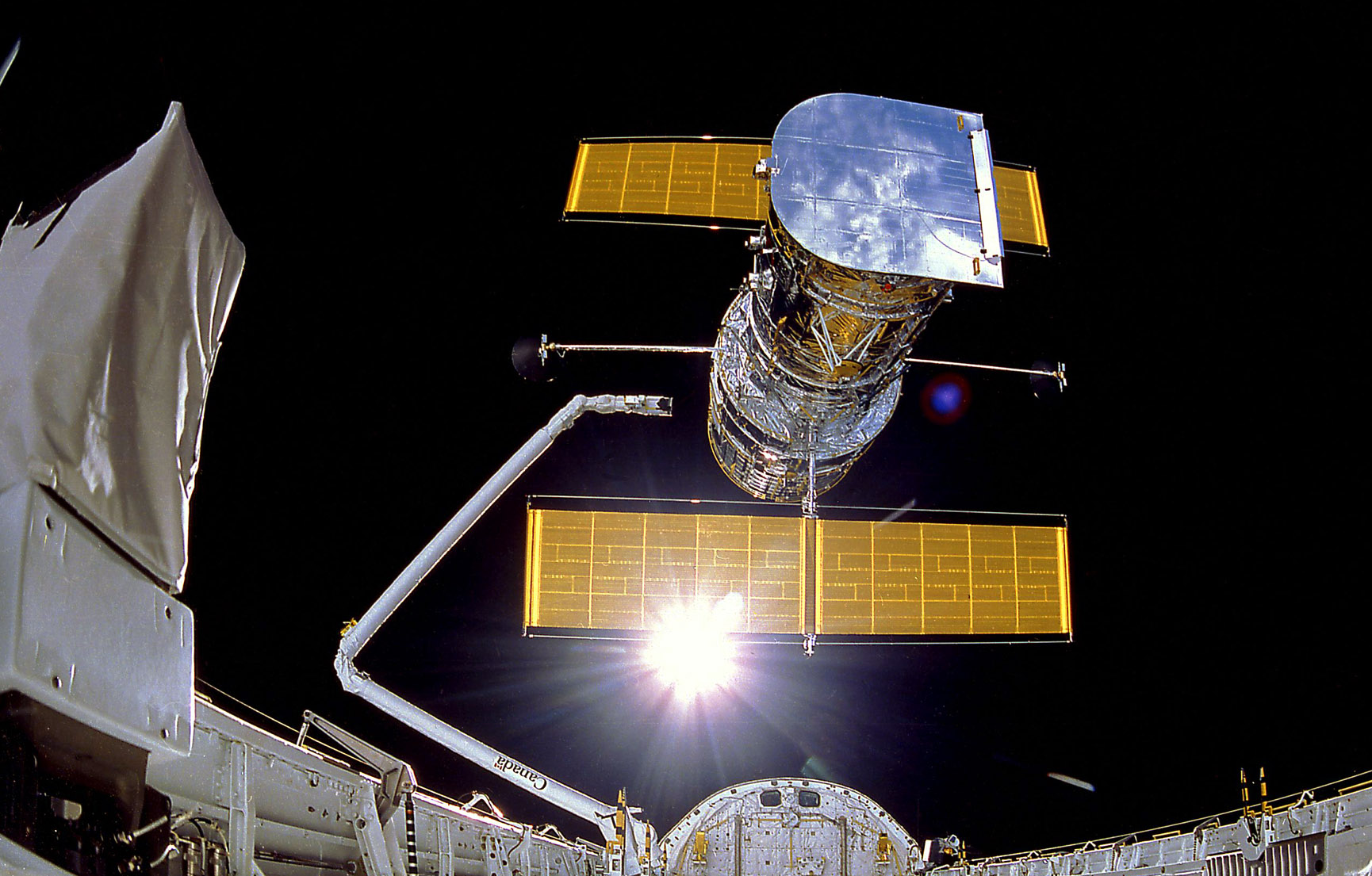
Teleskop Hubble’a opuszcza ładownię wahadłowca

STS-31 (ang. Space Transportation System) – dziesiąta misja wahadłowca kosmicznego Discovery, której głównym celem było umieszczenie na niskiej orbicie okołoziemskiej Kosmicznego Teleskopu Hubble'a. Był to trzydziesty piąty lot programu lotów wahadłowców.

## Załoga[1]
- Loren Shriver (2)*, dowódca
- Charles F. Bolden Jr. (2), pilot
- Steven Hawley (3), specjalista misji
- Bruce McCandless II (2), specjalista misji
- Kathryn Sullivan (2), specjalista misji

*(liczba w nawiasie oznacza liczbę lotów odbytych przez każdego z astronautów)

## Parametry misji[2]
- Masa:
  - startowa orbitera: 112 993 kg
  - lądującego orbitera: 85 780 kg
  - ładunku: 13 005 kg
- Perygeum: 585 km
- Apogeum: 615 km
- Inklinacja: 28,5°
- Okres orbitalny: 96,7 min